# Trận Gia Quất – Gia Lâm
Trận Gia Quất-Gia Lâm là một trận đánh trong chiến dịch Bắc Kỳ 1883, giữa quân đội Viễn chinh Pháp và quân đội nhà Nguyễn diễn ra vào các ngày 27-28 tháng 3 năm 1883 tại bờ bắc (tả ngạn) sông Hồng trên các làng Gia Quất, Thượng Cát, thuộc tổng Gia Thụy huyện Gia Lâm tỉnh Bắc Ninh (quân Việt vây đánh quân Pháp phản công phá vây). Các nhà sử học Việt Nam như Trần Văn Giàu, Đinh Xuân Lâm gọi trận này là trận Gia Lâm còn người Pháp thì gọi theo phiên âm là trận Gia Cuc (phiên âm không chính xác từ tên làng Gia Quất). Làng Gia Quất nay thuộc phường Thượng Thanh, quận Long Biên, Hà Nội.
Tháng 3 năm 1883, quân nhà Nguyễn hợp vây quanh Hà Nội (gồm hai đạo: đạo quân Sơn Tây (do trực tiếp Tổng thống quân vụ Hoàng Kế Viêm, cùng Lưu Vĩnh Phúc nắm) và đạo quân Bắc Ninh (có tổng đốc Bắc Ninh là Trương Quang Đản, cùng Bùi Ân Niên chỉ huy)), trong khi quân Pháp đã chiếm Hà Nội và đang mở rộng ra đánh chiếm các tỉnh phía nam đồng bằng Bắc Bộ. Giữa lúc Henri Rivière dẫn quân đánh Nam Định ngày 24 tháng 3, (để lại Berthe de Vilers ở lại Đồn Thủy giữ thành Hà Nội), đạo Bắc Ninh của quân nhà Nguyễn kéo về thắt chặt vòng vây quanh Hà Nội. Đêm ngày 26 rạng ngày 27 tháng 3, quân nhà Nguyễn tại các đồn ở Gia Lâm, Văn Giang, nằm bên tả ngạn đối diện Đồn Thủy, với khoảng 4000 quân vượt sông đánh vào thành Hà Nội, phá kho thóc.
Hôm sau, tức ngày 27, Vilers dẫn 100 quân Pháp vượt sông tiến đánh các làng Gia Quất và Thượng Cát, là những nơi quân nhà Nguyễn đóng đồn phòng thủ.